# The Conquerors
The Conquerors is een Amerikaanse western uit 1932 onder regie van William A. Wellman. Destijds werd de film in Nederland uitgebracht onder de titel De overwinnaars.

## Verhaal
In de nasleep van de financiële crisis van 1873 richt Roger Standish een nieuwe bank op in de staat Nebraska. Samen met zijn vrouw Caroline houdt hij de bank overeind in moeilijke omstandigheden.